# Piojó
Piojó – miasto w Kolumbii, w departamencie Atlántico.